# Střední Anatolie
Střední Anatolie (turecky Anadolu Bölgesi) je jeden ze sedmi tureckých regionů.

## Provincie

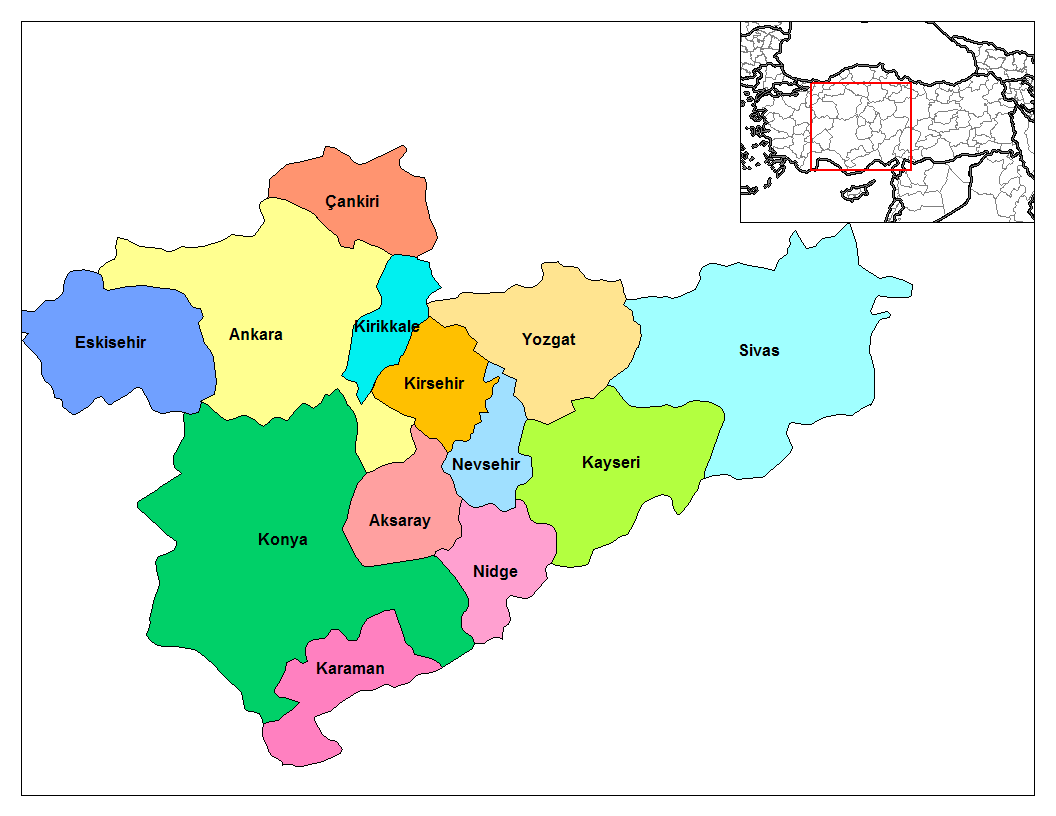
Střední Anatolie

- Aksaray
- Ankara
- Çankırı
- Eskišehir
- Karaman
- Kayseri
- Kırıkkale
- Kırşehir
- Konya
- Nevşehir
- Niğde
- Sivas
- Yozgat